# 中三家镇
中三家镇，是中华人民共和国辽宁省朝阳市喀喇沁左翼蒙古族自治县下辖的一个乡镇级行政单位。

## 行政区划
中三家镇下辖以下地区：
中三家村、国家沟村、丛元号村、豆腐房村、辘轳井村、任台子村和岳台子村。